# Deutsche Bundesbahn
La Deutsche Bundesbahn (DB), en español Ferrocarril Federal Alemán, fue la compañía nacional de ferrocarriles de la Alemania Occidental creada en 1949,  tras la Segunda Guerra Mundial. Existió hasta 1994, cuando se fundió con la Deutsche Reichsbahn de la Alemania Oriental (Ferrocarril del Reich Alemán) en la nueva Deutsche Bahn (Ferrocarril Alemán), empresa que en la actualidad sigue operando los servicios ferroviarios en Alemania.

## Organización

### Estructura interna
La DB fue una compañía de propiedad estatal que, salvo algunas excepciones, ejerció el monopolio de los transportes ferroviarios en el territorio de la Alemania Occidental y desde sus inicios quedó bajo el control del Bundesverkehrsministerium (Ministerio Federal de Transportes). Con su sede establecida en Fráncfort, hacia 1985 la DB era la tercera empresa con más trabajadores de toda la RFA, con 322.383 empleados. Los servicios de seguridad en la red corrían a cargo de una policía especial, la Bahnpolizei, mientras que el cáterin de la DB era suministrado por la “Deutsche Schlafwagen- und Speisewagengesellschaft” (más tarde denominados Deutsche Service-Gesellschaft der Bahn), en tanto que la antigua compañía "Mitropa" de la Deutsche Reichsbahn (DR) siguió operando en la Alemania Oriental.
Las oficinas centrales de la antigua Reichsbahn habían sido trasladadas desde Berlín a Gotinga en 1945, ciudad donde permanecieron hasta 1950. En ese año, tras la fundación de la Bundesbahn, las oficinas fueron trasladadas definitivamente a Minden. Además de Gotinga, en Múnich funcionó otra sede de la Bundesbahn, herencia de la antigua jefatura del Reichsbahn en la zona de ocupación estadounidense. Las nuevas oficinas centrales fueron conocidas como Bundesbahn-Zentralämter (BZA).
En el Berlín Occidental, al estar rodeado por el territorio de la RDA, los servicios ferroviarios de corta y larga distancia eran operados en la ciudad dividida exclusivamente por la DR, aunque la DB llegó a operar una oficina de billetes en la Hardenbergstraße, situada junto a la principal estación de pasajeros del Berlín occidental.

### Presidentes de la DB

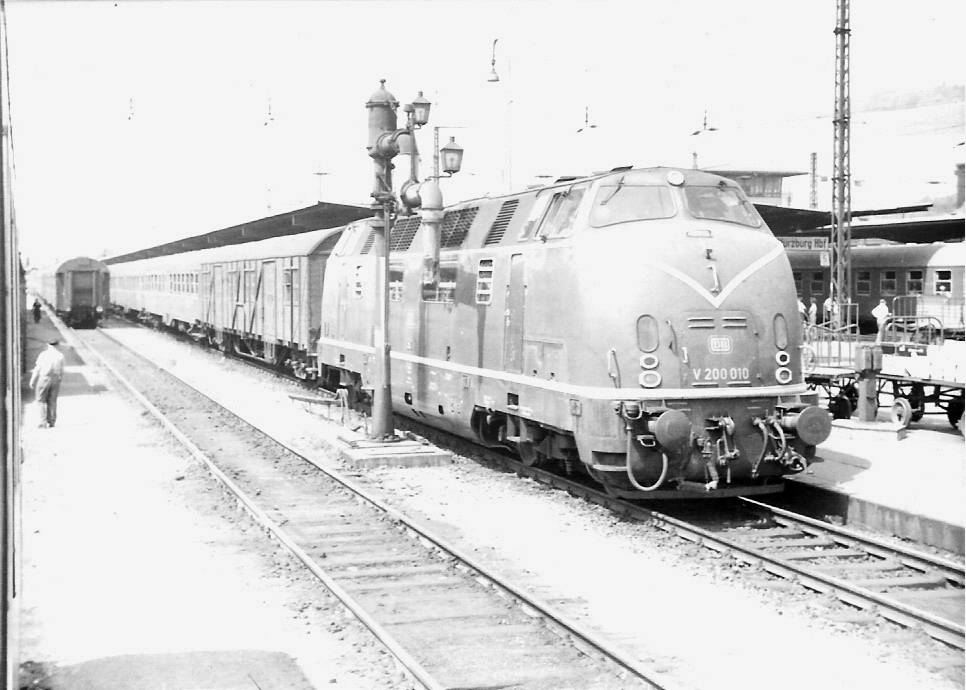
Una locomotora diésel V200 acoplada a un tren de pasajeros en Alemania occidental, c. 1961.

| Nombre                | Periodo                                      | Notas                                         |
| Fritz Busch           | 7 de septiembre - 31 de octubre de 1949      | Oficialmente actuó como director general      |
| Walther Helberg       | 31 de octubre de 1949 - 12 de mayo de 1952   | Oficialmente actuó como director general      |
| Edmund Frohne         | 13 de mayo de 1952 - 12 de mayo de 1957      |                                               |
| Heinz Maria Oeftering | 13 de mayo de 1957 - 12 de mayo de 1972      |                                               |
| Wolfgang Vaerst       | 13 de mayo de 1972 – 12 de mayo de 1982      |                                               |
| Reiner Gohlke         | 13 de mayo de 1982 – 18 de junio de 1990     |                                               |
| Heinz Dürr            | 1 de enero de 1991 - 31 de diciembre de 1993 | Siguió como presidente de la Deutsche Bahn AG |